# 紅巾の乱
紅巾の乱（こうきんのらん、繁体字: 紅巾起義、拼音: Hóngjīn Qǐyì、1351年 - 1366年）は、中国の元末の1351年（至正11年）に起こった宗教的農民反乱。
白蓮教を紐帯とし、目印として紅い布を付けた事からこの名がある。反乱軍は紅巾賊または白蓮教徒が弥勒に焼香をするため香軍と呼ばれる。この大乱の中から明の太祖朱元璋が登場することとなる。

## 元末の混乱
元末にかけて華北の中心に白蓮教が勢力を拡大していた。本来は仏教の一派だが世の混乱と共に次第に過激化し「元王朝の打倒とユートピアの実現」を唱える反体制的な教団となり、1338年・1351年には反乱をおこすまでになったが、これらの反乱は小規模にとどまり官軍により鎮圧された。
末期の元は権臣が皇帝を擁立し、その権臣と皇帝を別の権臣が殺し、新しい皇帝を擁立するという事を繰り返したため、政治は混乱し、統治能力を失っていった。この時期には凶作飢饉が頻発していたが、天災というよりは政府が適切な処置を行わなかったことによる人災と言える。
1348年、方国珍が浙江・福建で海賊を行い、元の輸送船を襲い始めた。隋・唐時代からこの地域は中国全土の経済を支える重要な地域であったため、ここからの輸送が途絶えることは致命傷になり得た。政府は討伐軍を送ったが、元々草原出身の民族であるモンゴルは海戦には弱く、討伐軍の司令官が捕虜になるという惨敗となった。これにより元朝の衰退ぶりが明らかとなり、反乱への気運が高まることになる。

## 白蓮教徒の蜂起
1351年、白蓮教の教祖韓山童は北宋の徽宗の末裔を名乗り、河南で黄河の土木工事に従事していた人夫達を扇動して反乱を企てたが、挙兵直前に発覚し韓山童は処刑された。劉福通らは韓山童の子の韓林児を擁立して蜂起し、1355年には小明王とし、国号を宋、年号を龍鳳とした。
さらに杜遵道を丞相、劉福通は平章となった。安徽の郭子興などが呼応したが、紅巾軍の本隊である宋とは行動を別にしそれぞれが自らの勢力拡大を狙って割拠して、首領たちが白蓮教を信仰していたかも怪しまれる。
またこれとは別に、湖北で僧侶彭瑩玉に祭り上げられた徐寿輝がいち早く1351年には皇帝を名乗っており、国号を天完、年号を治平とした。両者を区別するために前者を東系紅巾、後者を西系紅巾と呼ぶことがある。一般に東系紅巾は騎兵、もしくは歩兵による戦いを得意とし、西系紅巾は水軍を中心とした戦いを得意とする傾向があった。

## 紅巾軍の解体

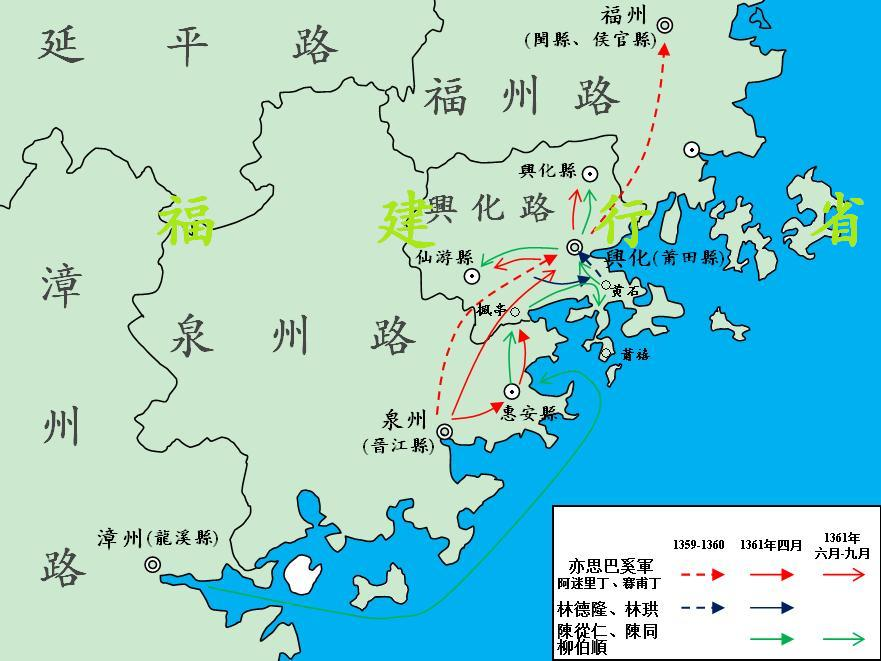
1359年から1361年の紅巾軍進路

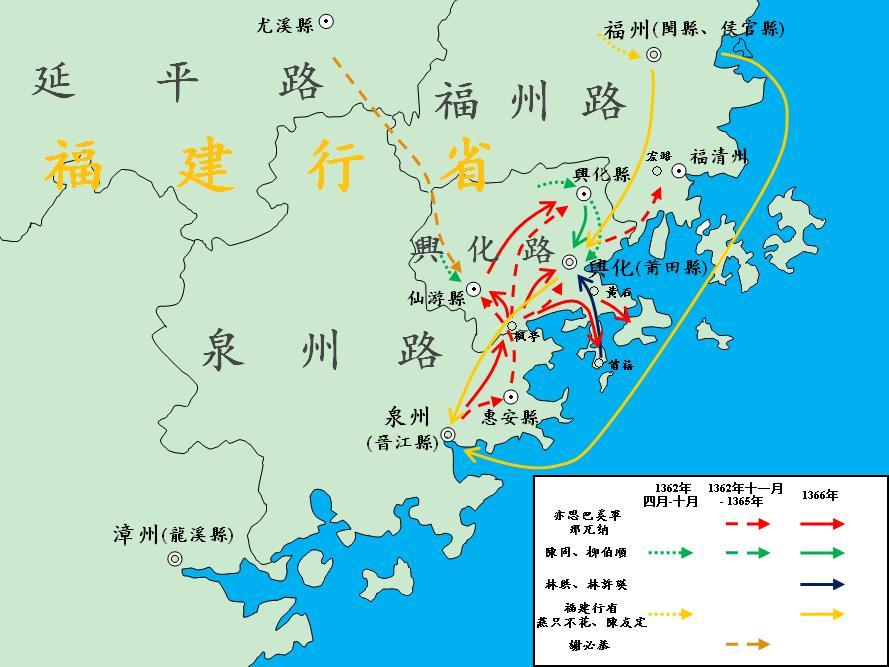
1362年から1366年の紅巾軍進路

1357年、宋は全軍を三路に分け、北伐を開始した。毛貴率いる東路軍は一時、大都にせまり、関鐸ら率いる中路軍は高麗の首都の開城を一時占領したが李成桂らの反撃をうけたため、開城を捨て転進して上都を占領した。
この北伐は元朝側に軍の弱体化と激しい内部抗争があったため大した抵抗も受けず、一時は大いに成功を収めたかに見えたが、やがて態勢を立て直した元軍の本格的な反撃が始まり、チャガン・テムル（察罕帖木児）・ボロト・テムル（孛羅帖木児）らによって北伐軍は大破され、さらに首都の開封を失い急速に弱体化が進み、安徽省の安豊でのみ権威を保つようになった。
いっぽう西系紅巾は南下、西進して江南を押さえ、重慶の明玉珍を宣撫してその勢力を広げ、東系紅巾をしのぐほどになったが、次第に内部抗争が激化、1360年に徐寿輝は部下の陳友諒に殺害され、明玉珍が独立したため事実上、西系紅巾は解体された。
郭子興の配下から朱元璋が勃興し、平江路の張士誠に攻められた韓林児を保護した。しかしその後の韓林児には実権は無く1366年に暗殺され、それと同時に朱元璋による白蓮教の禁教令が出された。ここで実質的に紅巾の乱は終結し、以後は朱元璋による覇権確立の戦争となる。
紅巾軍は白蓮教団を母体としていたが、実態は盗賊や流民の寄せ集めであり、統率・規律も不十分で暴徒と化して都市や村を荒らしまわる部隊も多かった。また「漢民族の復興とユートピアの実現」を説いてはいたが、具体的な政策があったわけでもなく、漢人知識人層を失望させ彼らの協力を得られなかったことが、紅巾軍の衰退につながったと思われる。

## 紅巾軍の高麗侵入
1358年、紅巾軍は元の上都開平に進撃したが、反撃を受け遼陽へ向かい、1359年に4万、1361年に10万の大軍で高麗に侵入した。一回目の侵入では西京（平壌）をあくる年の1359年まで占領したが、崔瑩・安祐・李芳実らを中心とした高麗軍は反撃を行い、紅巾軍をほぼ全滅させた。二回目の侵入では首都の開京を翌1362年の初めまで占領し、江原道まで侵入したため、恭愍王が福州（現在の慶尚北道安東市）に避難したが、崔瑩を総指揮官とする高麗軍は開京を奪還し、紅巾軍を北方に退けた。